# Ренн-6 (кантон)
Ренн-6 (фр. Rennes-6) — кантон во Франции, находится в регионе Бретань, департамент Иль и Вилен. Входит в состав округа Ренн.

## История
Кантон образован в результате реформы 2015 года.

## Состав кантона
В состав кантона входят коммуны (население по данным Национального института статистики за 2018 г.):
- Ренн (33 996 чел., западные кварталы)
- Пасе (11 825 чел.)

## Политика
С 2021 года кантон в Совете департамента Иль и Вилен представляют владелец компании по продаже автомобилей Жан-Поль Гидони (Jean-Paul Guidoni) и ассистент по уходу Режин Комоколи (Régine Komokoli) (оба — Европа Экология Зелёные).
|                | Кандидаты                      | Партия                   | Первый тур | Первый тур     | Второй тур | Второй тур |
| Кол-во голосов | Кандидаты                      | Партия                   | % голосов  | Кол-во голосов | % голосов  |            |
| -------------- | ------------------------------ | ------------------------ | ---------- | -------------- | ---------- | ---------- |
|                | Жан-Поль Гидони Режин Комоколи | Европа Экология Зелёные  | 2 082      | 27,49          | 4 153      | 53,98      |
|                | Анн Брис Филипп Руо            | Правоцентристский блок   | 2 421      | 31,97          | 3 540      | 46,02      |
|                | Эльза Коэрнер Кристоф Фуиллер  | Левый блок               | 1 823      | 24,07          |            |            |
|                | Анн Давьон Пьеррик Эннио       | Национальное объединение | 652        | 8,61           |            |            |
|                | Натали Голье Фредерик Матьё    | Непокорённая Франция     | 595        | 7,86           |            |            |

|                | Кандидаты                     | Партия                    | Первый тур | Первый тур     | Второй тур | Второй тур |
| Кол-во голосов | Кандидаты                     | Партия                    | % голосов  | Кол-во голосов | % голосов  |            |
| -------------- | ----------------------------- | ------------------------- | ---------- | -------------- | ---------- | ---------- |
|                | Франсуа Андре Вера Брьян      | Социалистическая партия   | 3 826      | 35,85          | 5 489      | 54,71      |
|                | Анаис Жеанно Жоан Кайяр       | Союз за народное движение | 3 415      | 32,00          | 4 544      | 45,29      |
|                | Жимми Бурльё Франсуаза Гийерм | Национальный фронт        | 1 308      | 12,26          |            |            |
|                | Орьян Пигаш Мартен Силоре     | Европа Экология Зелёные   | 1 290      | 12,09          |            |            |
|                | Катя Крюже Янник Надсан       | Левый фронт               | 834        | 7,81           |            |            |